# Valadares Gaia FC
El Valadares Gaia FC es un equipo de fútbol de Portugal que juega en la Liga Regional de Oporto, la quinta categoría de fútbol del país.

## Historia
Fue fundado el 17 de junio de 2011 en la ciudad de Valadares del consejo de Vila Nova de Gaia en el distrito de Oporto, afiliado a la Asociación de Fútbol de Oporto y registrado ante la Federación Portuguesa de Fútbol con el número 5452. Cuenta con secciones en varios deportes como fútbol playa, fútbol 7, fútbol 9, fútbol sala y fútbol femenil en varias categorías, siendo la sección de fútbol femenil la más exitosa con participaciones en la primera división nacional.
Participó en la Copa de Portugal por primera vez en la temporada 2016/17 donde fue eliminado en la segunda ronda por el FC Barreirense con derrota 0-3, y en la temporada 2019/20 abandona las ligas distritales cuando juega por primera vez en el Campeonato de Portugal.

## Palmarés
- Liga Regional de Oporto: 1

2018/19
- Segunda División de Oporto: 1

2013/14

## Entrenadores
- Alexandre Ribeiro (2015-16)
- Jorge Silva (2016-17)
- Alexandre Ribeiro (2019)
- Carlos Cunha (2019-)